# Rosenverbene
Die Rosenverbene (Glandularia canadensis) ist eine Pflanzenart aus der Gattung Glandularia, sie gehörte früher zur Gattung Verbena, in der Familie der Eisenkrautgewächse (Verbenaceae).

## Merkmale
Die Rosenverbene ist eine ausdauernde krautige Pflanze, die Wuchshöhen von 20 bis 40 Zentimeter erreicht. Der behaarte Stängel ist vierkantig. Die gegenständigen Laubblätter sind behaart. Die etwa 3 cm lange und breite Blattspreite ist unregelmäßig gezähnt, gelappt, fiederspaltig oder fiederteilig. Der breite Blattstiel ist bis zu 3 cm lang.
Es werden endständige Blütenstände gebildet. Die behaarten Tragblätter sind 9 mm lang, 2 mm breit und damit in der Regel kürzer als der Kelch. Die zwittrigen Blüten sind fünfzählig. Die fünf rau- und drüsenhaarigen Kelchblätter sind röhrig verwachsen. Die Kelchröhre weist eine Länge von 8 mm und einen Durchmesser von 1,5 mm auf; sie endet in ungleichen purpurfarbenen Kelchlappen endet, die etwa 2 mm lang sind. Die fünf Kronblätter sind röhrig verwachsen; die Kronröhre ist etwa 2 cm lang. Die Kronlappen sind 9 mm lang und 2 mm breit. Die Krone weist einen Durchmesser von 10 bis 15 Millimeter auf. Es ist nur ein Kreis mit vier Staubblättern vorhanden die mit der Kronröhre nahe ihrer Mitte verwachsen sind und nicht aus ihr herausragen. Die glatten, weißen Staubfäden bis zu 1 mm lang. Die grünlichen Staubbeutel sind 7 mm lang. Der grüne, glatte Fruchtknoten ist vierlappig und 7 mm lang. Der glatte grünlich-weiße Griffel ist bis zu 1,7 cm lang, ragt nicht aus der Kronröhre heraus und endet in einer ungleich zweilappigen Narbe.
Die Blütezeit reicht von Juli bis Oktober.

## Vorkommen
Die Rosenverbene kommt in den zentralen und östlichen Vereinigten Staaten auf felsigen und sandigen Standorten sowie in der Prärie vor.

## Nutzung
Die Rosenverbene wird zerstreut als Zierpflanze in Sommerrabatten genutzt. Sie ist seit spätestens 1774 in Kultur. Es gibt einige Sorten.

## Synonyme
Für Glandularia canadensis (L.) Nutt. gibt es einige Synonyme, nicht nur weil die Glandularia-Arten aus der Gattung Verbena ausgegliedert wurden: Glandularia drummondii (Lindl.) Small, Glandularia lambertii (Sims) Small, Verbena canadensis (L.) Britton, Verbena canadensis var. atroviolacea Dermen, Verbena canadensis var. compacta Dermen, Verbena canadensis var. drummondii (Lindl.) E.M.Baxter, Verbena canadensis var. grandiflora (J.N.Haage & Schmidt) Moldenke, Verbena canadensis var. lambertii (Sims) Thell., Verbena lambertii Sims, Verbena ×oklahomensis Moldenke.